# Gia tộc Ashikaga
Gia tộc Ashikaga (足利氏 Ashikaga-shi, Túc Lợi Thị) là gia tộc samurai xuất chúng của Nhật Bản thành lập Mạc phủ Muromachi cai trị Nhật Bản từ năm 1333 tới năm 1573.
Ashikaga có nguồn gốc từ một chi của Gia tộc Minamoto, bắt nguồn từ thủ phủ Ashikaga ở tỉnh Shimotsuke (nay là Tochigi).
Trong khoảng một thế kỷ, gia tộc bị chia rẽ thành hai nhánh đối đầu, Kantō Ashikaga, cai trị Kamakura, và Kyōto Ashikaga, cai trị Nhật Bản. Sự cạnh tranh kết thúc với suhw thất bại của Kantō Kubō năm 1439. Gia tộc có nhiều nhánh, bao gồm gia tộc Hosokawa, Imagawa, Hatakeyama (sau năm 1205), Kira, Shiba, và Hachisuka. Sau khi trưởng tộc gia tộc Minamoto qua đời trong thời kỳ Kamakura, Ashikaga tự tuyên bố là trưởng tộc Minamoto, tạo uy tín tập hợp lại lấy dưới tên đó.
Cũng tồn tại một gia tộc Ashikaga, không liên quan đến huyết thống, và xuất phát từ Gia tộc Fujiwara.

## Trưởng tộc
| 1. Ashikaga Yoshiyasu 2. Ashikaga Yoshikane 3. Ashikaga Yoshiuji 4. Ashikaga Yasuuji | 5. Ashikaga Yoriuji 6. Ashikaga Ietoki 7. Ashikaga Sadauji 8. Ashikaga Takauji |

### Chinh di tướng quân
| 1. Ashikaga Takauji 2. Ashikaga Yoshiakira 3. Ashikaga Yoshimitsu 4. Ashikaga Yoshimochi 5. Ashikaga Yoshikazu 6. Ashikaga Yoshinori 7. Ashikaga Yoshikatsu 8. Ashikaga Yoshimasa | 9. Ashikaga Yoshihisa 10. Ashikaga Yoshitane 11. Ashikaga Yoshizumi 12. Ashikaga Yoshiharu 13. Ashikaga Yoshiteru 14. Ashikaga Yoshihide 15 Ashikaga Yoshiaki |

### Người nổi tiếng
- Ashikaga Chachamaru[20]
- Ashikaga Masatomo[21]
- Ashikaga Mitsukane[22]
- Ashikaga Mochiuji[23]
- Ashikaga Motouji[24]
- Ashikaga Satouji
- Ashikaga Shigeuji[25]
- Ashikaga Tadafuyu[26][27]
- Ashikaga Tadayoshi[28]
- Ashikaga Tadatsuna
- Ashikaga Ujimitsu[29]
- Ashikaga Yoshimi[30]